# 藤井ゆきよ
藤井 ゆきよ（ふじい ゆきよ、1985年5月8日  - ）は、日本の声優、女優。島根県生まれ、神奈川県出身。青二プロダクション所属。

## 略歴
中学時代、演劇部に入っていたことから芝居の仕事に就きたいと思っていたものの、いきなり役者になる勇気はなかったという。その後は舞台照明技術者として働いていた。
2008年度にミス・インターナショナル日本代表選出大会の出場経験がある。
アオイコーポレーション所属として、テレビドラマなどに出演する一方で声優業も行っていた。本格的に声優業を開始した理由は子供たちが観ている作品、および子供たちに観てほしいアニメに関わりたいという想いからだったという。また、マネージャーから「藤井は声がちょっと変わっているから、声優の仕事をしてみないか」と勧められたという。声優業としては「プリキュアシリーズ」（『フレッシュプリキュア!』）でデビューした。
2011年4月に、より声優色の強い青二プロダクションに移籍し、本格的に声優業を開始する。
劇場版アニメ『サカサマのパテマ』で初主演。

## 人物
青二プロダクションのプロフィールには趣味はバスケットボール、サッカー、料理、読書とあるが、本人曰く全て特技であり趣味ではないという。資格・免許は中型自動車免許、照明技術者技能検定2級。
姉はVoCEでVoCEST!として活動するサロンモデルの藤井明子。

## 出演
太字はメインキャラクター。

### テレビアニメ
2010年
- フレッシュプリキュア!（女性）
- ハートキャッチプリキュア!（2010年 - 2011年、志久ななみ、女子生徒）
- FAIRY TAIL（2010年 - 2024年、ミリアーナ、ジェミニ、カーチャ、ミケリア 他） - 4シリーズ

2011年
- おじゃる丸（女の子）
- ONE PIECE（2011年 - 2024年、人魚、子供、巨大男の子、女の人形、キンデレラ 他）
- バトルスピリッツ 覇王（エイ子）
- SKET DANCE（泉沢幸江）
- 世界一初恋2（キャスター）
- デジモンクロスウォーズ 〜時を駆ける少年ハンターたち〜（2011年 - 2012年、子供5、男子B、女子中学生1）

2012年
- 戦姫絶唱シンフォギア（少女2、街頭アナウンス、看護師）
- スマイルプリキュア!（緑川ひな、子ども、柏本まゆか）
- トリコ（女性）
- ズモモとヌペペ
- 戦国コレクション（母親）
- 聖闘士星矢Ω（子供、女の子、リス、エマ）
- 探検ドリランド（エレン、子供）
- ONE PIECE エピソードオブナミ 〜航海士の涙と仲間の絆〜（村人）
- トータル・イクリプス（タチヤーナ・ベルスカヤ）
- BTOOOM!（ユキ）
- さくら荘のペットな彼女（子供：男の子）
- ONE PIECE エピソードオブルフィ 〜ハンドアイランドの冒険〜（食器店店員）
- ココロコネクト（三原）

2013年
- D.C.III 〜ダ・カーポIII〜
- リトルバスターズ!（二郎）
- 這いよれ! ニャル子さんW（女性兵士）
- とある科学の超電磁砲S（女子生徒）
- 翠星のガルガンティア（子供C）
- フォトカノ（2-A女子生徒）
- ジュエルペット ハッピネス（2013年 - 2014年、袴田サチ）
- ファンタジスタドール（オルデン〈独〉）
- 〈物語〉シリーズ セカンドシーズン（女子中学生）
- きんいろモザイク（2013年 - 2015年、女子生徒C、女子生徒A、TV音声、女子学生B） - 2シリーズ
- 京騒戯画（みやこい、マネマネ、神社の兵士達、鏡都の住人）

2014年
- ノラガミ（女子）
- Z/X IGNITION（店員）
- ゴールデンタイム（阿部）
- ディスク・ウォーズ:アベンジャーズ（受付係、ショップ店員）
- ドラゴンボール改（女店員、店員、オバケ、女、女の子）
- シドニアの騎士（2014年 - 2015年、砲雷長） - 2シリーズ
- 僕らはみんな河合荘（女性バイト）
- クロスアンジュ 天使と竜の輪舞（マキ）
- 甘城ブリリアントパーク（ラティファ・フルーランザ）
- ナノ・インベーダーズ（ミミ）
- ログ・ホライズン（2014年 - 2021年、てとら） - 2シリーズ
- 魔弾の王と戦姫（旅の少女 / レギン）

2015年
- 純潔のマリア（ヴァルキリー）
- 食戟のソーマ（2015年 - 2017年、小金井アキ） - 2シリーズ
- 電波教師（ケイコ）
- くつだる。（敏子、コロコローラ）
- ルパン三世 PART IV（レベッカ・ロッセリーニ）
- 落第騎士の英雄譚（幼い一輝）

2016年
- ルパン三世 イタリアン・ゲーム（レベッカ・ロッセリーニ）
- 最弱無敗の神装機竜（クルルシファー・エインフォルク）
- ももくり（女子大生3）
- おしえて! ギャル子ちゃん（クセ太）
- Dimension W（キャシディー）
- 美少女戦士セーラームーンCrystal（土萠ほたる / セーラーサターン / ミストレス9）
- SUPER LOVERS（浅倉あゆ美）
- 斉木楠雄のΨ難（2016年 - 2018年、園児A、女性A、海藤時） - 2シリーズ
- Re:ゼロから始める異世界生活（2016年 - 2025年、ミミ） - 3シリーズ / 2020年に第1期新編集版が放送
- ドラゴンボール超（ハル）
- ヘボット!（2016年 - 2017年、ネジ柳ユーコ、ダスッペリアン、イケクイーン、若岡美、ポペップ、いもチンプリンス、ボキャメンテ夕子、プルート）

2017年
- セイレン（菊池洋子）
- クズの本懐（早川芽衣）
- けものフレンズ（2017年 - 2019年、アルパカ・スリ） - 2シリーズ
- チェインクロニクル 〜ヘクセイタスの閃〜（ルイーゼ、オルツァーダ）
- MARGINAL#4 KISSから創造るBig Bang（ミッチーお姉さん）
- キラキラ☆プリキュアアラモード（2017年 - 2018年、日向まりこ）
- ガヴリールドロップアウト（マルティエル）
- ツインエンジェルBREAK（ヌイ）
- 夏目友人帳 陸（キブネ）
- 魔法陣グルグル（トマ・パロット）

2018年
- citrus（谷口はるみ）
- ゲゲゲの鬼太郎（第6作）（2018年 - 2020年、犬山まな）
- ウマ娘 プリティーダービー（2018年 - 2023年、駿川たづな） - 3シリーズ
- パズドラ（2018年 - 2025年、ユキコ先生、宇宙乙姫）
- ガンダムビルドダイバーズ（ヒロ）
- ルパン三世 PART5（レベッカ・ロッセリーニ）
- ゴブリンスレイヤー（2018年 - 2023年、女騎士） - 2シリーズ
- CONCEPTION（ユズハ、ピスケス）

2019年
- ぱすてるメモリーズ（二条院薫子）
- ロード・エルメロイII世の事件簿 -魔眼蒐集列車 Grace note-（ブリジット）
- スター☆トゥインクルプリキュア（イルマ）
- フルーツバスケット（2019年 - 2021年、花島恵） - 3シリーズ
- 真・中華一番!（2019年 - 2021年、シロウ） - 2シリーズ
- あひるの空（2019年 - 2020年、薮内角）
- ライフル・イズ・ビューティフル（2019年 - 2020年、鶴巻裕子）

2020年
- とある科学の超電磁砲T（雲川芹亜〈ヘソ出しカチューシャ〉）
- アサティール 未来の昔ばなし（先生）
- モンスター娘のお医者さん（ルララ・ハイネ）
- ジビエート（船田キャスリーン）
- うまよん（駿川たづな）
- 禍つヴァールハイト -ZUERST-（エルフリーデ）
- キングスレイド 意志を継ぐものたち（幼少カーセル）

2021年
- ミュークルドリーミー（2021年 - 2022年、杉山亮仁） - 2シリーズ
- ワールドトリガー（宇井真登華） - 2シリーズ
- 名探偵コナン（2021年 - 2022年、米花商店街組合員、小川花子、永島ひろ子）
- EDENS ZERO（2021年 - 2023年、シスター・イヴリィ） - 2シリーズ
- 古見さんは、コミュ症です。（2021年 - 2022年、上理卑美子） - 2シリーズ
- 逆転世界ノ電池少女（佐斯神ムサシ、オペ香）

2022年
- 異世界美少女受肉おじさんと（ティロリロ・リリリ・ルー）
- 転生したら剣でした（アナウンスさん）
- 恋愛フロップス（好乃・ファインマン）

2023年
- 異世界のんびり農家（アン、獣人族の子供）
- SYNDUALITY Noir（2023年 - 2024年、ドルチェ） - 2シリーズ
- アイドルマスター ミリオンライブ!（所恵美）
- アンデッドアンラック（2023年 - 2024年、女性ゾンビ、店主）
- 鴨乃橋ロンの禁断推理（小野寺カヨコ）

2024年
- 勇気爆発バーンブレイバーン（カレン・オルドレン）
- 月が導く異世界道中 第二幕（ロナ、女生徒）
- ブルーアーカイブ The Animation（カヨコ）
- ザ・ファブル（中山アイ）
- 時々ボソッとロシア語でデレる隣のアーリャさん（2024年 - 2026年、マリヤ・ミハイロヴナ・九条〈マーシャ〉） - 2シリーズ
- なぜ僕の世界を誰も覚えていないのか?（ヴィシャス）

2025年
- ドラゴンボールDAIMA（変な帽子の美女）
- ウマ娘 シンデレラグレイ（ナレーション、駿川たづな）
- 中禅寺先生物怪講義録 先生が謎を解いてしまうから。（連城花代、花代母〈薫子〉、連城瑞江、佐伯英代、英代母〈香子〉、佐伯水江）
- 宇宙人ムームー（花月園子）
- 出禁のモグラ（桐原八重子）
- ポケットモンスター（マリア）
- クレヨンしんちゃん（エミリー葛西）

### 劇場アニメ
2011年
- トリコ 3D 開幕!グルメアドベンチャー!!（マリリン）

2012年
- 映画 スマイルプリキュア! 絵本の中はみんなチグハグ!（女の子）
- ONE PIECE FILM Z

2013年
- 映画 プリキュアオールスターズNewStage2 こころのともだち（妖精）
- ドラゴンボールZ 神と神
- サカサマのパテマ（パテマ）

2014年
- 劇場版 薄桜鬼 第二章 士魂蒼穹

2015年
- 劇場版 シドニアの騎士（砲雷長）

2017年
- コードギアス 反逆のルルーシュ I 興道（アナウンサー）

2018年
- 君の膵臓をたべたい（恭子）

2021年
- 劇場版 美少女戦士セーラームーンEternal（土萠ほたる / セーラーサターン）
- シドニアの騎士 あいつむぐほし（砲雷長）
- アイの歌声を聴かせて（マユミ）

2023年
- 劇場版 美少女戦士セーラームーンCosmos（土萠ほたる / セーラーサターン） - 前後編
- アリスとテレスのまぼろし工場（安見玲奈）
- 鬼太郎誕生 ゲゲゲの謎

2024年
- ウマ娘 プリティーダービー 新時代の扉（ナレーション）

### OVA
- チェインクロニクル 〜ショートアニメ〜（2014年、ユリアナ[70]）
- 僕らはみんな河合荘（2015年、女子） - 第7巻特別編
- ストライク・ザ・ブラッド（2016年 - 2022年、妃崎霧葉[71][72]） - 3シリーズ + スペシャルOVA

### Webアニメ
2010年代
- 京騒戯画（2012年、男子生徒、みやこい、女の子）
- Bonjour♪恋味パティスリー（2014年、女子生徒A、子供、女性A、女性店員）
- ももくり（2015年、女子大生3）
- モンソニ! ダルタニャンのアイドル宣言（2017年、アイリス、女性キャスター）
- HERO MASK（2018年、イヴ・パーマー）
- ようこそジャパリパーク（2018年、フェネック）
- 斉木楠雄のΨ難 Ψ始動編（2019年、海藤時）

2020年代
- うまゆる（2022年 - 2023年、ナレーション、駿川たづな）
- ブルーアーカイブ「beautiful day dreamer」（2022年、鬼方カヨコ）
- ウマ娘 プリティーダービー ROAD TO THE TOP（2023年、ナレーション）
- 悪魔くん（2023年、朝凪ヒナ）
- ライジングインパクト（2024年、李光鈴）

### ゲーム
2010年
- ハートキャッチプリキュア! おしゃれコレクション

2011年
- Original story from FAIRY TAIL 激突!カルディア大聖堂（ジェミニ）
- セブンスドラゴン2020（レイミ）
- FAIRY TAIL PORTABLE GUILD 2（アバター女A）
- トレジャーリポート 機械じかけの遺産（リリー）

2012年
- CONCEPTION 俺の子供を産んでくれ!（ユズハ）
- STORM LOVER 快!!
- 黒子のバスケ キセキの試合（女子大生B）
- テイルズ オブ エクシリア2
- ねんどろいど じぇねれ〜しょん（敵ねんどろいど〈元気系〉、スケルトン、ワイルドラビット、ビステリー、コクレイ）
- Beast Breakers（セリア）
- FAIRY TAIL ゼレフ覚醒（ジェミニ）

2013年
- アイドルマスター ミリオンライブ!（2013年 - 2017年、所恵美）
- セブンスドラゴン2020-II（レイミ）
- マブラヴ オルタネイティヴ トータル・イクリプス（レベッカ・リント少尉、タチヤーナ・ベルスカヤ少尉 他）

2014年
- アンジュ・ヴィエルジュ 〜ガールズバトル〜（オルトリン、志藤凛花、クルルシファー、ルフェ）
- ウチの姫さまがいちばんカワイイ（大賢姫 マリナ・ソフィア）
- グランブルーファンタジー（2014年 - 2024年、バニー、ハーゼリーラ） - 2作品
- ToHeartハートフルパーティ（椿康子）
- 魔法少女大戦 ZANBATSU（港坂・フェリシア・みなも）
- 巫女の社（新田桜子）

2015年
- オトカ♥ドール（あい）
- オルタンシア・サーガ -蒼の騎士団-（デジレ）
- けものフレンズ（キンシコウ 他）
- 神撃のバハムート（スイ、ペネ）
- 不思議のクロニクル 振リ返リマセン勝ツマデハ（ネムリ）
- プライベートモデル（初川茜）
- モン娘☆は〜れむ（翅宮礼凛華、ハミット、クレーネ、セラティ、二条院薫子）
- 嫁コレ（ラティファ・フルーランザ）
- LORD of VERMILION ARENA（アンネローゼ、Aボイス アンネローゼ）

2016年
- ワールド エンド エクリプス（ミラーズニコラウス、エクスカリバー、フラーメ）
- 英雄伝説 暁の軌跡（ジリアン・スカイ）
- グリムノーツ（エイダ、薔薇の妖精アンファン）
- チェインクロニクル〜絆の新大陸〜（ルククア）
- HIDE AND FIRE（アグニ）

2017年
- 蒼き革命のヴァルキュリア（ヘレナ・アンデルセン）
- スーパーロボット大戦シリーズ（2017年 - 2022年、シズキ・シズカワ） - 2作品
- アイドルマスター ミリオンライブ! シアターデイズ（2017年 - 2024年、所恵美）
- 政剣マニフェスティア（ニコール・ホシ、ティナ・カタヤマ）
- ディシディア ファイナルファンタジー オペラオムニア（ライオン）
- ぱすてるメモリーズ（二条院薫子）
- プリンセス・プリンシパル GAME OF MISSON（特使）
- 天空のクラフトフリート（華天使エリノア）
- ゼノブレイド2

2018年
- クロノマギア（神道ほのか）
- 戦場のヴァルキュリア4（キアラ・ロジーノ）
- 逆転オセロニア（妲己）
- ヴァルキリーコネクト（2018年 - 2020年、リリスト、ツクヨミ、ゲフィオン、フーラ）
- ゴッドイーター レゾナントオプス（シアーシャ）
- SOUL REVERSE ZERO（細川ガラシャ、カラミティ・ジェーン ）
- 誰ガ為のアルケミスト（カヤ）
- ドールズオーダー（グィネヴィア）
- 共闘ことばRPG コトダマン（アルパカ・スリ）
- クイズRPG 魔法使いと黒猫のウィズ（ユウギリ・アメノ）
- 伝説対決 -Arena of Valor-（ミーナ）
- Shadowverse（マグノリア、スカアハ）
- ゴエティアクロス（ベルゼブブ、アスタロト、バルバトス）

2019年
- CONCEPTION PLUS 俺の子供を産んでくれ!（ユズハ）
- JUMP FORCE（ヴェノムズ）
- リボルバーズエイト（おやゆび姫）
- ヴァンパイア+ブラッド（ベール・ポラール）
- 英雄伝説 暁の軌跡モバイル（ジリアン・スカイ）
- ドラゴンクエストXI 過ぎ去りし時を求めて S（ビビアン）
- ゆめいろファンタジーラテール（黒月姫）
- ブレイドエクスロード（カミノギ・サレナ）
- WAR OF THE VISIONS ファイナルファンタジー ブレイブエクスヴィアス 幻影戦争（ヴィネラ・フェネス）
- OVERHIT（ブリジット）

2020年
- 東方キャノンボール（清蘭）
- かくりよの門 -朧-（濡女子）
- ぷよぷよ!!クエスト（2020年 - 2021年、土萠ほたる / セーラーサターン / スーパーセーラーサターン / エターナルセーラーサターン）
- エグゾスヒーローズ（アイリス）
- VALIANT TACTICS（エカテリーネ）
- Re：ゼロから始める異世界生活 lost in memories（ミミ・パールバトン）
- ライザのアトリエ2 〜失われた伝承と秘密の妖精〜（セリ・グロース）

2021年
- ラクガキ キングダム（七海ナギ）
- Re:ゼロから始める異世界生活 偽りの王選候補（ミミ・パールバトン）
- ブルーアーカイブ -Blue Archive-（2021年 - 2024年、鬼方カヨコ）
- アイドルマスター ポップリンクス（所恵美）
- ウマ娘 プリティーダービー（2021年 - 2024年、駿川たづな）
- ブレイブリーデフォルトII（ニハル）
- ルーンファクトリー5（みささぎ）
- とある魔術の禁書目録 幻想収束（雲川芹亜）
- 戦国無双5（濃姫）
- ファンタジア・リビルド（ラティファ・フルーランザ）
- 無職転生〜ゲームになっても本気だす〜（水神レイダ）

2022年
- ボンバーガール（シルヴァ）
- アズールレーン（エンタープライズ〈軽巡〉、セリ・グロース）
- デジモンサヴァイブ（ラブラモン）
- ゼノブレイド3（ナミ）
- ゴブリンスレイヤー エンドレスハンティング（女騎士）

2023年
- モンスターストライク タワーオブスカイ（ロージアン）
- テイルズ オブ ザ レイズ（ヨウ・ビクエ）

2024年
- 無期迷途（イヴ）
- ゼンレスゾーンゼロ（11号）
- ウマ娘 プリティーダービー 熱血ハチャメチャ大感謝祭!（駿川たづな）
- 時々ボソッとロシア語でデレる隣のアーリャさん パズルパーティー！（マリヤミハイロヴナ・九条）

2025年
- ORE'N（陰陽学校の転校生あい）
- D.C. Re:tune 〜ダ・カーポ〜 リチューン（白河暦）

### ドラマCD
2011年
- あっちこっち3 天下無双のにゃん・でれ・ら（女子生徒）
- 〆切様におゆるしを（煩悩・睡眠）

2012年
- 笑って!外村さん（吉永先生）

2013年
- √3＝（ひとなみにおごれやおなご）（光前寺・保由）

2015年
- アイドルマスター ミリオンライブ！ シリーズ（2015年 - 、所恵美）
- citrus（谷口はるみ）

2019年
- 光る猫爪（春日舞蝶）

### オーディオドラマ
- とある男子についての考察[155]（2015年、仲里春花[156]）
- バイバイ人類（2016年、小熊の母[157]）
- ASMR「おしごとねいろ 〜ペットトリマー編〜」（2020年、風間瑠衣）
- 夜桜さんちの大作戦（2021年、夜桜七悪）
- 燈の守り人～幻想夜話～（2023年、稚内灯台[158]）
- 【ブルーアーカイブ】カヨコASMR〜穏やかで温かい距離感〜（2024年、カヨコ）

### 吹き替え

#### 担当俳優
ナタリー・エマニュエル
- ゲーム・オブ・スローンズ（ミッサンデイ）
- デ・ヴィル家への招待状（イヴィー）
- タイタン（タリー・ラザフォード）
- ダイ・ハート（ジョーダン・キング）
  - ダイ・ハート2: ダイ・ハーター

#### 映画
- ウォールフラワー（サム〈エマ・ワトソン〉）
- オールド（クリスタル〈アビー・リー〉[160]）
- サイコメトリー 〜残留思念〜（キム・スンギ）
- ゾンビランド:ダブルタップ（バビロンの女A[161]）
- デューン 砂の惑星PART2（レディ・フェンリング〈レア・セドゥ〉[162]）
- フラットライナーズ（マーロ〈ニーナ・ドブレフ〉）
- ブリングリング（サム〈タイッサ・ファーミガ〉[163]）
- ラスト・サマー 〜この夏の先に〜（エリン〈ハルストン・セイジ〉）

#### ドラマ
- 梨泰院クラス（オ・スア〈クォン・ナラ〉[164]）
- オリジナルズ（モニーク）
- ゲーム・オブ・スローンズ（シリーン・バラシオン〈ケリー・イングラム〉）
- スタートレック:ストレンジ・ニュー・ワールド（クリスティン・チャペル〈ジェス・ブッシュ〉）
- スパルタカスIII ザ・ファイナル（シビル〈グウェンドリン・テイラー〉）
- 大草原の小さな家（ミミ〈ジェーン・アリス・ブランドン〉）
- ビッグ・リトル・ライズ 〜セレブママたちの憂うつ〜（アマベラ）
- BONES -骨は語る- シーズン8（キャット）

### ラジオ
※はインターネット配信。
- 桃キュンRADIO〜お供して下さい〜（2012年 - 2013年、音泉※）アシスタント
- モモキュンRADIO〜引き続きお供して下さい〜（2013年、音泉※）
- 甘城ブリリアントラジオ（2014年、アニメ公式サイト※）
- バンダイチャンネルのこのアニメ、絶対に見てください。（2014年 - 2015年、バンダイチャンネル※・音泉）
- ふじいのちょこらじ（2017年 - 2024年、USEN）
- 出禁のモグラジオ（2025年、文化放送）[165]

### テレビ番組
※はインターネット配信。
- FILM FACTORY（2007年、テレビ東京）
- 知っとこ!（2007年、毎日放送）
- ワンワンパッコロ!キャラともワールド（2012年、NHK BSプレミアム） - ナレーション
- 双方向クイズ 天下統一（2014年、NHK総合）
- 明石家さんまの転職DE天職（2014年、日本テレビ）
- 超特急のふじびじスクール！（2015年、フジテレビ） - 女性教師 役
- はるかとゆきよのオフレコ！（2015年 - 2017年、Pigoo）[166]
- 藤井・渡部のいっちょかめ！（2016年 - 2023年、ニコニコ生放送※）[167]
- WOWOW PLUS MUSIC -深夜1時の音楽タイム- Wednesday：ビタスイのあさひともえみ（2019年3月27日 - 5月8日、歌謡ポップスチャンネル） - 番組マスコット「ビス子」の声[168]
- すてきにハンドメイド (2023年10月21日 - 、NHK Eテレ) - ナレーション[169][170]

### テレビドラマ
- 科捜研の女 第9シリーズ 第8話（2009年8月27日、テレビ朝日） - 水原さつき 役
- プロポーズ兄弟〜生まれ順別 男が結婚する方法〜 第1夜「初めっ子が結婚する方法」（2011年2月21日、フジテレビ）
- 砂の器（2011年9月10日・11日、テレビ朝日） - 律子 役

### 実写映画
- 沈まぬ太陽（2009年）

### Webドラマ
- KOI☆AGE〜恋するアゲハ〜（2009年、BeeTV） - エリカ 役

### 朗読劇
- ことだま屋本舗「EXステージ×コミックファイア」『英雄王、武を極めるため転生す 〜そして、世界最強の見習い騎士♀〜』（2021年3月6日、OPENREC.tv（配信のみ）） - イングリス 役
- 声劇「燈の守り人 ～北海道開拓編～」（2023年4月22日・28日、ニコニコ生放送（配信のみ）） - アトゥイ 役

### CM
- 川崎大師（2007年）
- ヤマハ発動機（2007年）
- MAZDA（2008年）
- ポッカサッポロフード&ビバレッジ キレートレモンＷレモン WEB CM（2020年）[171]
- 白元アース ドライ&ドライUP NECO（2022年） - NECOのキャラクターの声[172]

### 広告
- テスコム ヘアアイロン（2007年）
- バンタンキャリアスクール（2007年）
- マツダ・デミオ（2007年）
- HANA（2007年）
- ララスクエア宇都宮（2007年）
- 駅ぴあ（2007年）
- 日本大学（2007年）

### ファッションショー
- ARIMINO（2008年）
- GAMO（2008年）

### 映像商品
- THE IDOLM@STER M@STERS OF IDOL WORLD!!2014 Day1（2014年）[173]
- THE IDOLM@STER MILLION LIVE! 1stLIVE HAPPY☆PERFORM@NCE!! Blu-ray Day2（2014年）[174]
- THE IDOLM@STER MILLION LIVE! 2ndLIVE ENJOY H@RMONY!! Live Blu-ray（2015年）[175]
- はるかとゆきよのオフレコ！ Vol.1 - 2（2016年 - 2017年）
- THE IDOLM@STER M@STER OF IDOL WORLD!!2015 Live Blu-ray（2016年）[176]
- THE IDOLM@STER MILLION LIVE! 3rdLIVE TOUR BELIEVE MY DRE@M!! LIVE Blu-ray （2016年）[177][178][179][180][181]
- THE IDOLM@STER MILLION LIVE! 4thLIVE TH@NK YOU for SMILE! LIVE Blu-ray DAY2/DAY3（2018年）[182][183]
- THE IDOLM@STER 765 MILLIONSTARS HOTCHPOTCH FESTIV@L!! LIVE Blu-ray DAY2（2018年）[184][185]
- Animelo Summer Live 2018 “OK!" Blu-ray（2019年、ウマ娘 プリティーダービーの実況、アイドルマスターミリオンライブ！ミリオンスターズとして出演）[186]
- THE IDOLM@STER MILLION LIVE! 5thLIVE BRAND NEW PERFORM@NCE!!! LIVE Blu-ray DAY2（2019年）[187]
- THE IDOLM@STER MILLION LIVE! 6thLIVE TOUR UNI-ON@IR!!!! LIVE Blu-ray（2020年）[188][189]
- THE IDOLM@STER MILLION LIVE! 7thLIVE Q@MP FLYER!!! Reburn LIVE Blu-ray DAY2（2022年）[190][191][192]
- ウマ娘 プリティーダービー 2nd EVENT「Sound Fanfare！」Blu-ray（2022年）[193]
- ウマ娘 プリティーダービー 3rd EVENT　WINNING DREAM STAGE Blu-ray（2022年）[194]
- THE IDOLM＠STER MILLION LIVE! 8thLIVE Twelw@ve LIVE Blu-ray DAY1（2022年）[195][196]
- THE IDOLM@STER MILLION LIVE! 9thLIVE ChoruSp@rkle!! LIVE Blu-ray DAY2（2024年）[197][198]

### その他コンテンツ
- 「050 plus」 VOICE FES 2012公式ナビゲーター 五十川澪
- テーブルトークRPG「グランクレスト・リプレイ かけだし君主の魔王修業」 - プレイヤー 役（エルザ・アーベントロー）
- PV『ウマ娘 シンデレラグレイ』（2021年、ナレーション[199]）
- パチンコ『Pフィーバー アイドルマスター ミリオンライブ!』（2021年、所恵美[200]）
- パチスロ『パチスロ アイドルマスター ミリオンライブ!』（2021年、所恵美[201]）
- 燈の守り人 灯台音声ガイド 北海道稚内市 稚内灯台（2023年、ナビゲーター）[158]

## ディスコグラフィ

### キャラクターソング
| 発売日   | 商品名                                                                            | 歌 | 楽曲                                                                                              | 備考                                                                   |
| 2013年   | 2013年                                                                            | 2013年 | 2013年                                                                                            | 2013年                                                                 |
| -------- | --------------------------------------------------------------------------------- | --- | ------------------------------------------------------------------------------------------------- | ---------------------------------------------------------------------- |
| 4月24日  | THE IDOLM@STER LIVE THE@TER PERFORMANCE 01 Thank You!                             | 765 MILLIONSTARS | 「Thank You!」                                                                                    | ゲーム『アイドルマスター ミリオンライブ!』テーマソング                 |
| 4月24日  | THE IDOLM@STER LIVE THE@TER PERFORMANCE 01 Thank You!                             | 765THEATER ALLSTARS | 「Thank You!」                                                                                    | ゲーム『アイドルマスター ミリオンライブ!』テーマソング                 |
| 7月31日  | THE IDOLM@STER LIVE THE@TER PERFORMANCE 04                                        | 所恵美（藤井ゆきよ） | 「アフタースクールパーリータイム」                                                                | ゲーム『アイドルマスター ミリオンライブ！』関連曲                      |
| 7月31日  | THE IDOLM@STER LIVE THE@TER PERFORMANCE 04                                        | 如月千早（今井麻美）、北沢志保（雨宮天）、田中琴葉（種田梨沙）、所恵美（藤井ゆきよ） | 「Blue Symphony」                                                                                 | ゲーム『アイドルマスター ミリオンライブ！』関連曲                      |
| 2014年   |                                                                                   | |                                                                                                   |                                                                        |
| 11月19日 | 甘城ブリリアントパーク キャラクターソング集                                       | ラティファ・フルーランザ（藤井ゆきよ） | 「マージナルワンダーランド」                                                                      | テレビアニメ『甘城ブリリアントパーク』関連曲                           |
| 11月26日 | THE IDOLM@STER LIVE THE@TER HARMONY 06                                            | 灼熱少女 | 「ジレるハートに火をつけて」 「Welcome!!」                                                        | ゲーム『アイドルマスター ミリオンライブ！』関連曲                      |
| 11月26日 | THE IDOLM@STER LIVE THE@TER HARMONY 06                                            | 所恵美（藤井ゆきよ） | 「フローズン・ワード」                                                                            | ゲーム『アイドルマスター ミリオンライブ！』関連曲                      |
| 2015年   |                                                                                   | |                                                                                                   |                                                                        |
| 4月4日   | THE IDOLM@STER LIVE THE@TER SOLO COLLECTION Vol.01                                | 所恵美（藤井ゆきよ） | 「ジレるハートに火をつけて」                                                                      | ゲーム『アイドルマスター ミリオンライブ！』関連曲                      |
| 7月17日  | THE IDOLM@STER LIVE THE@TER SOLO COLLECTION Vol.02                                | 所恵美（藤井ゆきよ） | 「Blue Symphony」                                                                                 | ゲーム『アイドルマスター ミリオンライブ！』関連曲                      |
| 9月30日  | THE IDOLM@STER LIVE THE@TER DREAMERS 01 Dreaming!                                 | MILLION ALLSTARS | 「Welcome!!」                                                                                     | ゲーム『アイドルマスター ミリオンライブ！』関連曲                      |
| 10月28日 | THE IDOLM@STER LIVE THE@TER DREAMERS 02                                           | 天海春香（中村繪里子）、春日未来（山崎はるか）、北上麗花（平山笑美）、北沢志保（雨宮天）、ジュリア（愛美）、高槻やよい（仁後真耶子）、所恵美（藤井ゆきよ）、七尾百合子（伊藤美来）、望月杏奈（夏川椎菜）、矢吹可奈（木戸衣吹） | 「Dreaming!」                                                                                     | ゲーム『アイドルマスター ミリオンライブ！』関連曲                      |
| 10月28日 | THE IDOLM@STER LIVE THE@TER DREAMERS 02                                           | ジュリア（愛美）、所恵美（藤井ゆきよ） | 「エスケープ」                                                                                    | ゲーム『アイドルマスター ミリオンライブ！』関連曲                      |
| 2016年   |                                                                                   | |                                                                                                   |                                                                        |
| 1月30日  | THE IDOLM@STER LIVE THE@TER SOLO COLLECTION Vol.03 Visual Edition                 | 所恵美（藤井ゆきよ） | 「エスケープ」                                                                                    | ゲーム『アイドルマスター ミリオンライブ！』関連曲                      |
| 4月27日  | 最弱無敗の神装機竜 Blu-ray&DVD 初回生産特典キャラクターソングCD II                | クルルシファー・エインフォルク（藤井ゆきよ） | 「NEVER LOCK AGAIN」                                                                              | テレビアニメ『最弱無敗の神装機竜』関連曲                               |
| 12月12日 | アイドルマスター ミリオンライブ! 第5巻 特別版 オリジナルCD                        | 真壁瑞希（阿部里果）、所恵美（藤井ゆきよ）、宮尾美也（桐谷蝶々）、周防桃子（渡部恵子）、徳川まつり（諏訪彩花） | 「私はアイドル♡」                                                                                 | 漫画『アイドルマスター ミリオンライブ！』関連曲                        |
| 2017年   |                                                                                   | |                                                                                                   |                                                                        |
| 1月11日  | THE IDOLM@STER LIVE THE@TER FORWARD 02 BlueMoon Harmony                           | サジタリアス | 「Raise the FLAG」                                                                                | ゲーム『アイドルマスター ミリオンライブ！』関連曲                      |
| 1月11日  | THE IDOLM@STER LIVE THE@TER FORWARD 02 BlueMoon Harmony                           | BlueMoon Harmony | 「brave HARMONY」                                                                                 | ゲーム『アイドルマスター ミリオンライブ！』関連曲                      |
| 3月9日   | THE IDOLM@STER LIVE THE@TER SOLO COLLECTION 04 BlueMoon Theater                   | 所恵美（藤井ゆきよ） | 「Raise the Flag」                                                                                | ゲーム『アイドルマスター ミリオンライブ！』関連曲                      |
| 7月26日  | THE IDOLM@STER MILLION THE@TER GENERATION 01 Brand New Theater!                   | 765 MILLION ALLSTARS | 「Brand New Theater!」                                                                            | ゲーム『アイドルマスター ミリオンライブ！ シアターデイズ』テーマソング |
| 7月26日  | THE IDOLM@STER MILLION THE@TER GENERATION 01 Brand New Theater!                   | 765 MILLION ALLSTARS | 「Dreaming!」                                                                                     | ゲーム『アイドルマスター ミリオンライブ！ シアターデイズ』関連曲       |
| 8月2日   | Twin Angel Song Selection『Jewelry』                                              | トゥニエイツ | 「クークラ」                                                                                      | パチスロ『ツインエンジェルBREAK』関連曲                                |
| 8月2日   | Twin Angel Song Selection『Jewelry』                                              | トゥニエイツ | 「マグロサバキマース」                                                                            | テレビアニメ『ツインエンジェルBREAK』挿入歌                            |
| 11月22日 | THE IDOLM@STER MILLION THE@TER GENERATION 02 フェアリースターズ                   | フェアリースターズ | 「FairyTaleじゃいられない」                                                                       | ゲーム『アイドルマスター ミリオンライブ！ シアターデイズ』関連曲       |
| 11月22日 | THE IDOLM@STER MILLION THE@TER GENERATION 02 フェアリースターズ                   | フェアリースターズ | 「Brand New Theater!」                                                                            | ゲーム『アイドルマスター ミリオンライブ！ シアターデイズ』関連曲       |
| 2018年   |                                                                                   | |                                                                                                   |                                                                        |
| 2月28日  | THE IDOLM@STER MILLION THE@TER GENERATION 05 夜想令嬢 -GRAC&E NOCTURNE-           | 夜想令嬢 -GRAC&E NOCTURNE- | 「昏き星、遠い月」 「Everlasting」                                                                | ゲーム『アイドルマスター ミリオンライブ！ シアターデイズ』関連曲       |
| 3月7日   | THE IDOLM@STER MILLION LIVE! M@STER SPARKLE 07                                    | 所恵美（藤井ゆきよ） | 「Hearty!!」                                                                                      | ゲーム『アイドルマスター ミリオンライブ！ シアターデイズ』関連曲       |
| 4月4日   | THE IDOLM@STER MILLION LIVE! M@STER SPARKLE 08                                    | 765 MILLION ALLSTARS | 「Brand New Theater!」                                                                            | ゲーム『アイドルマスター ミリオンライブ！ シアターデイズ』関連曲       |
| 6月1日   | THE IDOLM@STER LIVE THE@TER SOLO COLLECTION 06 フェアリースターズ                 | 所恵美（藤井ゆきよ） | 「Dreaming!」                                                                                     | ゲーム『アイドルマスター ミリオンライブ！』関連曲                      |
| 8月29日  | THE IDOLM@STER MILLION THE@TER GENERATION 11 UNION!!                              | 765 MILLION ALLSTARS | 「UNION!!」 「Welcome!!」                                                                         | ゲーム『アイドルマスター ミリオンライブ！ シアターデイズ』関連曲       |
| 9月26日  | THE IDOLM@STER THE@TER BOOST 01                                                   | 高坂海美（上田麗奈）、所恵美（藤井ゆきよ）、高山紗代子（駒形友梨）、豊川風花（末柄里恵）、横山奈緒（渡部優衣） | 「ビッグバンズバリボー!!!!!」 「DIAMOND DAYS」                                                    | ゲーム『アイドルマスター ミリオンライブ！ シアターデイズ』関連曲       |
| 10月13日 | 走れウマ娘/ぱかチューブっ！ですが、何か？                                         | スペシャルウィーク（和氣あず未）、サイレンススズカ（高野麻里佳）、トウカイテイオー（Machico）、ゴールドシップ（上田瞳）、タマモクロス（大空直美）、ウイニングチケット（渡部優衣）、駿川たづな（藤井ゆきよ）、実況の赤坂さん（明坂聡美） | 「走れウマ娘」                                                                                    | ゲーム『ウマ娘 プリティーダービー』関連曲                              |
| 12月27日 | アイドルマスター ミリオンライブ！ Blooming Clover 第4巻限定版 オリジナルCD        | 田中琴葉（種田梨沙）、島原エレナ（角元明日香）、所恵美（藤井ゆきよ） | 「チェリー」                                                                                      | 漫画『アイドルマスター ミリオンライブ！ Blooming Clover』関連曲        |
| 2019年   |                                                                                   | |                                                                                                   |                                                                        |
| 4月26日  | THE IDOLM@STER THE@TER SOLO COLLECTION 07 FAIRY STARS                             | 所恵美（藤井ゆきよ） | 「ビッグバンズバリボー!!!!!」                                                                     | ゲーム『アイドルマスター ミリオンライブ！ シアターデイズ』関連曲       |
| 6月19日  | フレンズビート！                                                                  | アルパカ・スリ（藤井ゆきよ） | 「ようこそぉ〜ジャパリカフェへ〜」                                                                | テレビアニメ『けものフレンズ2』関連曲                                  |
| 7月24日  | THE IDOLM@STER MILLION THE@TER WAVE 01 Flyers!!!                                  | 765 MILLION ALLSTARS | 「Flyers!!!」                                                                                     | ゲーム『アイドルマスター ミリオンライブ！ シアターデイズ』関連曲       |
| 2020年   |                                                                                   | |                                                                                                   |                                                                        |
| 8月26日  | THE IDOLM@STER MILLION THE@TER WAVE 10 Glow Map                                   | 765 MILLION ALLSTARS | 「Glow Map」                                                                                      | ゲーム『アイドルマスター ミリオンライブ！ シアターデイズ』関連曲       |
| 9月29日  | ENDLESS〜時を超えて〜                                                             | 船田キャスリーン（藤井ゆきよ） | 「ENDLESS〜時を超えて〜」                                                                         | テレビアニメ『ジビエート』関連曲                                       |
| 2021年   |                                                                                   | |                                                                                                   |                                                                        |
| 1月27日  | アイドルマスター ミリオンライブ！ Blooming Clover 第8巻限定版 オリジナルCD        | 天空橋朋花（小岩井ことり）、所恵美（藤井ゆきよ） | 「聖炎の女神」                                                                                    | 漫画『アイドルマスター ミリオンライブ！ Blooming Clover』関連曲        |
| 2月10日  | 劇場版「美少女戦士セーラームーンEternal」 キャラクターソング集 Eternal Collection | スーパーセーラーウラヌス（皆川純子）、スーパーセーラーネプチューン（大原さやか）、スーパーセーラープルート（前田愛）、スーパーセーラーサターン（藤井ゆきよ） | 「Astral Mission」                                                                                | 劇場アニメ『劇場版 美少女戦士セーラームーンEternal』関連曲             |
| 2月10日  | 劇場版「美少女戦士セーラームーンEternal」 キャラクターソング集 Eternal Collection | エターナルセーラームーン（三石琴乃）、エターナルセーラーちびムーン（福圓美里）、エターナルセーラーマーキュリー（金元寿子）、エターナルセーラーマーズ（佐藤利奈）、エターナルセーラージュピター（小清水亜美）、エターナルセーラーヴィーナス（伊藤静）、エターナルセーラーウラヌス（皆川純子）、エターナルセーラーネプチューン（大原さやか）、エターナルセーラープルート（前田愛）、エターナルセーラーサターン（藤井ゆきよ） | 「Moon Effect」                                                                                   | 劇場アニメ『劇場版 美少女戦士セーラームーンEternal』関連曲             |
| 4月21日  | THE IDOLM@STER MILLION THE@TER WAVE 16 ≡君彩≡                                     | ≡君彩≡ | 「ReTale」 「パンとフィルム」                                                                     | ゲーム『アイドルマスター ミリオンライブ！ シアターデイズ』関連曲       |
| 5月22日  | THE IDOLM@STER LIVE THE@TER SOLO COLLECTION 08 Fairy Stars                        | 所恵美（藤井ゆきよ） | 「FairyTaleじゃいられない」                                                                       | ゲーム『アイドルマスター ミリオンライブ！ シアターデイズ』関連曲       |
| 7月28日  | THE IDOLM@STER MILLION THE@TER SEASON Harmony 4 You                               | 765 MILLION ALLSTARS | 「Harmony 4 You」                                                                                 | ゲーム『アイドルマスター ミリオンライブ！ シアターデイズ』関連曲       |
| 7月28日  | THE IDOLM@STER MILLION THE@TER SEASON Harmony 4 You                               | フェアリースターズ | 「EVERYDAY STARS!!」                                                                              | ゲーム『アイドルマスター ミリオンライブ！ シアターデイズ』関連曲       |
| 8月25日  | THE IDOLM@STER MILLION LIVE! 聖ミリオン女学園                                     | 白石紬（南早紀）、佐竹美奈子（大関英里）、所恵美（藤井ゆきよ）、周防桃子（渡部恵子） | 「花びらメモリーズ」                                                                              | ゲーム『アイドルマスター ミリオンライブ！ シアターデイズ』関連曲       |
| 10月27日 | THE IDOLM@STER MILLION THE@TER SEASON BRIGHT DIAMOND                              | 伊吹翼（Machico）、徳川まつり（諏訪彩花）、四条貴音（原由実）、所恵美（藤井ゆきよ） | 「DIAMOND JOKER」                                                                                 | ゲーム『アイドルマスター ミリオンライブ！ シアターデイズ』関連曲       |
| 10月27日 | THE IDOLM@STER MILLION THE@TER SEASON BRIGHT DIAMOND                              | BRIGHT DIAMOND | 「ダイヤモンド・クラリティ」 「Harmony 4 You」                                                    | ゲーム『アイドルマスター ミリオンライブ！ シアターデイズ』関連曲       |
| 2022年   |                                                                                   | |                                                                                                   |                                                                        |
| 2月12日  | THE IDOLM@STER LIVE THE@TER SOLO COLLECTION 09 Fairy Stars                        | 所恵美（藤井ゆきよ） | 「パンとフィルム」                                                                                | ゲーム『アイドルマスター ミリオンライブ！ シアターデイズ』関連曲       |
| 3月16日  | THE IDOLM@STER MILLION THE@TER VARIETY 01                                         | 所恵美（藤井ゆきよ）、春日未来（山崎はるか）、高山紗代子（駒形友梨）、望月杏奈（夏川椎菜）、野々原茜（小笠原早紀） | 「ショコラブル＊イブ」                                                                            | ゲーム『アイドルマスター ミリオンライブ！ シアターデイズ』関連曲       |
| 3月24日  | THE IDOLM@STER MILLION LIVE! M@STER SPARKLE2 05                                   | 所恵美（藤井ゆきよ） | 「Beautiful Believer」                                                                            | ゲーム『アイドルマスター ミリオンライブ！ シアターデイズ』関連曲       |
| 7月27日  | THE IDOLM@STER MILLION THE@TER SEASON 夢にかけるRainbow                           | 765 MILLION ALLSTARS | 「夢にかけるRainbow」                                                                             | ゲーム『アイドルマスター ミリオンライブ！ シアターデイズ』関連曲       |
| 7月27日  | THE IDOLM@STER MILLION THE@TER SEASON 夢にかけるRainbow                           | フェアリースターズ | 「夢にかけるRainbow」                                                                             | ゲーム『アイドルマスター ミリオンライブ！ シアターデイズ』関連曲       |
| 12月14日 | THE IDOLM@STER MILLION THE@TER VARIETY 02                                         | 765 MILLION ALLSTARS | 「Brand New Theater! 〜Brand New Year Ver.〜」                                                    | ゲーム『アイドルマスター ミリオンライブ！ シアターデイズ』関連曲       |
| 2023年   |                                                                                   | |                                                                                                   | ゲーム『アイドルマスター ミリオンライブ！ シアターデイズ』関連曲       |
| 1月14日  | THE IDOLM@STER LIVE THE@TER SOLO COLLECTION 11 Fairy Stars                        | 所恵美（藤井ゆきよ） | 「ReTale」                                                                                        | ゲーム『アイドルマスター ミリオンライブ！ シアターデイズ』関連曲       |
| 3月23日  | THE IDOLM@STER 765 MILLION ALLSTARS BEST                                          | 765 MILLION ALLSTARS | 「Thank You!（765 MILLION ALLSTARS ver.）」 「夢にかけるRainbow（Brand New Ver.）」 「Crossing!」 | ゲーム『アイドルマスター ミリオンライブ！ シアターデイズ』関連曲       |
| 3月23日  | THE IDOLM@STER LIVE THE@TER BEST                                                  | BlueMoon Harmony | 「brave HARMONY（Brand New Ver.）」                                                               | ゲーム『アイドルマスター ミリオンライブ！ シアターデイズ』関連曲       |
| 4月22日  | THE IDOLM@STER LIVE THE@TER SOLO COLLECTION 12 Fairy Stars                        | 所恵美（藤井ゆきよ） | 「花びらメモリーズ」                                                                              | ゲーム『アイドルマスター ミリオンライブ！ シアターデイズ』関連曲       |
| 7月26日  | THE IDOLM@STER MILLION LIVE! グッドサイン                                         | 765 MILLION ALLSTARS | 「グッドサイン」                                                                                  | ゲーム『アイドルマスター ミリオンライブ！ シアターデイズ』関連曲       |
| 7月26日  | THE IDOLM@STER MILLION LIVE! グッドサイン                                         | フェアリースターズ | 「グッドサイン」                                                                                  | ゲーム『アイドルマスター ミリオンライブ！ シアターデイズ』関連曲       |
| 8月23日  | THE IDOLM@STER MILLION ANIMATION THE@TER『Rat A Tat!!!』                          | MILLIONSTARS | 「Rat A Tat!!!」                                                                                  | テレビアニメ『アイドルマスター ミリオンライブ！』オープニングテーマ    |
| 8月23日  | THE IDOLM@STER MILLION ANIMATION THE@TER『Rat A Tat!!!』                          | MILLIONSTARS | 「セブンカウント」                                                                                | テレビアニメ『アイドルマスター ミリオンライブ！』イメージソング        |
| 10月25日 | THE IDOLM@STER MILLION ANIMATION THE@TER MILLIONSTARS Team3rd『オレンジノキオク』 | MILLIONSTARS Team3rd | 「オレンジノキオク」                                                                              | テレビアニメ『アイドルマスター ミリオンライブ！』挿入歌                |
| 2024年   |                                                                                   | |                                                                                                   |                                                                        |
| 1月21日  | ブルーアーカイブ 青春あんさんぶる Vol.3「便利屋68」                               | 便利屋68 | 「一日一惡★レッツゴー！」                                                                         | ゲーム『ブルーアーカイブ -Blue Archive-』関連曲                        |
| 2月21日  | THE IDOLM@STER MILLION ANIMATION THE@TER START THE DREAM                          | MILLIONSTARS | 「REFRAIN REL@TION」 「Brand New Theater!」                                                       | テレビアニメ『アイドルマスター ミリオンライブ！』挿入歌                |
| 2月21日  | THE IDOLM@STER MILLION ANIMATION THE@TER START THE DREAM                          | MILLIONSTARS | 「Thank You!（Acoustic ver.）」                                                                   | テレビアニメ『アイドルマスター ミリオンライブ！』挿入歌                |
| 2月23日  | アイドルマスター ミリオンライブ！ BD 特装版第2巻 特典CD                           | MILLIONSTARS Team3rd | 「Rat A Tat!!!」                                                                                  | テレビアニメ『アイドルマスター ミリオンライブ！』関連曲                |
| 2月24日  | THE IDOLM@STER LIVE THE@TER SOLO COLLECTION 「REFRAIN REL@TION」 Fairy Stars      | 所恵美（藤井ゆきよ） | 「REFRAIN REL@TION」                                                                              | テレビアニメ『アイドルマスター ミリオンライブ！』関連曲                |
| 7⽉31⽇  | THE IDOLM@STER MILLION LIVE! 7Days A Week!!                                       | 765 MILLION ALLSTARS | 「7Days A Week!!」 「DIAMOND DAYS」                                                               | ゲーム『アイドルマスター ミリオンライブ！ シアターデイズ』関連曲       |
| 7⽉31⽇  | THE IDOLM@STER LIVE THE@TER SOLO COLLECTION 「DIAMOND DAYS」 FAIRY STARS          | 所恵美（藤井ゆきよ） | 「DIAMOND DAYS」                                                                                  | ゲーム『アイドルマスター ミリオンライブ！ シアターデイズ』関連曲       |
| 10月30日 | THE IDOLM@STER MILLION MOVEMENT OF STARDOM ROAD 04 推しってほんと                 | 所恵美（藤井ゆきよ）、島原エレナ（角元明日香）、佐竹美奈子（大関英里）、田中琴葉（種田梨沙）、矢吹可奈（木戸衣吹） | 「推しってほんと」                                                                                | ゲーム『アイドルマスター ミリオンライブ！ シアターデイズ』関連曲       |

## コンテスト
- プリンセスPINKYオーディション ファイナリスト（2007年）
- ミス・インターナショナル2008日本代表選出大会 ファイナリスト（2007年）